# Blažkov
Blažkov (en allemand : Blaschkau) est une commune du district de Žďár nad Sázavou, dans la région de Vysočina, en République tchèque. Sa population s'élevait à 284 habitants en 2020.

## Géographie
Blažkov se trouve à 8 km au sud-ouest de Bystřice nad Pernštejnem, à 45 km à l'est-nord-est de Jihlava à 143 km au sud-est de Prague.
La commune est limitée par Horní Rožínka au nord, par Rožná et Dolní Rožínka à l'est, par Strážek au sud et par Mirošov à l'ouest, par Zvole au nord-ouest.

## Histoire
La première mention écrite de la localité date de 1348.

## Transports
Par la route, Blažkov se trouve à 11 km de Bystřice nad Pernštejnem, à 25 km de Žďár nad Sázavou, à 54 km de Jihlava et à 175 km de Prague.

## Administration
La commune se compose de deux quartiers :
- Blažkov
- Dolní Rozsíčka